# Ivo Král
Ivo Král (1934–1992) byl český překladatel z ruštiny a polštiny. V letech 1978 až 1990 byl šéfredaktorem nakladatelství Panorama.

## Knižní překlady
- Jerzy Wittlin: Vádemékum pro ... (1975).
- Princip nepravděpodobnosti (1977), antologie sovětských sci-fi povídek.
- Anekdoty z Polska (1977).
- Mike Davidow: Sovětský svaz očima Američana (1978).
- Kir Bulyčov: Mimozemšťané v Guslaru (1979).
- Vasilij Semjonovič Jemeljanov: Jak to začalo (1979).
- Jevgenij Pavlovič Brandis: Snílek Jules Verne (1981).
- Tady končí každý špás (1982), antologie sovětských sci-fi povídek.
- Kir Bulyčov: Marťanský elixír (1983).
- Maják na útesu Delfínů (1983), antologie sovětských sci-fi povídek.
- Jerzy Wittlin: Průvodce životem rodinným i společenským (1984).
- Kir Bulyčov: Mimozemšťané v Guslaru (1985), souborné vydání.